# Paquisha (kanton)
Paquisha – kanton w prowincji Zamora-Chinchipe, w Ekwadorze. Stolicą kantonu jest Paquisha.